# Jirkovski
Jirkovski (en rus: Жирковский) és un poble (un khútor) de l'óblast de Volgograd, a Rússia, segons el cens del 2010 tenia 308 habitants.